# پرستودریایی خلیج فارس
پرستودریایی خلیج فارس   یا پرستوی دریایی ساندرز (نام علمی: Sternula saundersi) نام یک گونه از سرده پرستودریایی‌های کوچک است. این پرنده منحصراً دریازی است.

## ویژگی‌های ریخت‌شناسی
پرستودریایی خلیج فارس (ساندرز) ۲۲ سانتی‌متر طول دارد. به دلیل شباهت ظاهری، تشخیص این پرنده از پرستوی دریایی کوچک بسیار مشکل است. به ویژه اگر در پر و بال دوران غیر تولیدمثل باشد و در خلیج فارس حضور داشته باشد. روتنهٔ این پرنده کمرنگ‌تر و اندکی کوچک‌تر از پرستوی دریایی کوچک به چشم می‌آید. در تابستان، پاهایش قهوه‌ای است و به خاطر سیاهی بیشتر، شاهپریکمیهای شماره ۳ و ۴ شناسایی می‌شود.